# Osuwiska podmorskie
Osuwiska podmorskie – osuwiska powstające na stromych częściach dna morskiego, zwłaszcza na stokach szelfów (skłonów kontynentalnych). 
Powstają na skutek przemieszczania się luźnych osadów dennych po pochyłości dna morskiego. Ich przyczyną może być także zwiększenie nachylenia stoku w wyniku nagromadzenia grubej warstwy osadów, sztormu lub trzęsienia ziemi. Dają początek prądom zawiesinowym.
Przykładem olbrzymiego osuwiska podmorskiego jest Storegga.